# Natalie Friedrich
Natalie Friedrich ist eine ehemalige deutsche Fußballspielerin.

## Karriere
Friedrich gehörte von 1987 bis 1990 dem FC Bayern München als Torhüterin an. In dieser Zeit bestritt sie Punktspiele in der Bayernliga, aus der sie mit ihrer Mannschaft dreimal als Bayerischer Meister hervorgegangen war. Infolgedessen nahm sie mit ihrer Mannschaft ebenso oft an der Endrunde um die Deutsche Meisterschaft teil; 1988 schied sie mit ihrer Mannschaft nach dem 1:3 im Elfmeterschießen gegen den TuS Ahrbach im Achtelfinale frühzeitig aus – wie auch am 25. Mai 1989 mit 2:5 beim FSV Frankfurt. Am 17. Juni 1990 scheiterte ihre Mannschaft an der SSG 09 Bergisch Gladbach im Halbfinale erst im Elfmeterschießen mit 3:4.
Da ihre Mannschaft im Jahr 1988 auch den Pokal des Bayerischen Fußball-Verbandes gewann, war sie mit ihr im Wettbewerb um den nationalen Vereinspokal vertreten. Nachdem Tennis Borussia Berlin, der FSV Viktoria Jägersburg und die SSG 09 Bergisch Gladbach im Achtel-, Viertel- und Halbfinale ohne Gegentor bezwungen werden konnte, kam sie auch im Finale zum Einsatz. Doch gegen den TSV Siegen unterlag sie mit dem FC Bayern München am 28. Mai 1988 im Olympiastadion Berlin vor 10.000 Zuschauern mit 0:4. Am 1. Oktober 1988 scheiterte ihr Verein beim FSV Frankfurt mit 0:3 im Viertelfinale.
Nachdem dem amtierenden Pokalsieger TSV Siegen im Achtelfinale ein 1:1-Unentschieden abgerungen werden konnte, wurde das notwendige Wiederholungsspiel in Siegen, das nach Verlängerung keinen Sieger fand, erst im Elfmeterschießen mit 5:3 entschieden. Mit knappen Siegen beim SC Klinge Seckach und bei Grün-Weiß Brauweiler im Viertel- bzw. Halbfinale erreichten die Bayern das Finale. Mit ihrer Namensvetterin Niobe Friedrich im Tor unterlag der FC Bayern München am 19. Mai 1990 im Olympiastadion Berlin durch das von Martina Walter in der 20. Minute erzielte Tor mit 0:1 gegen den FSV Frankfurt.

## Erfolge
- DFB-Pokal-Finalist 1988, -Finalist 1990 (ohne Finaleinsatz)
- Bayerischer Meister 1988, 1989, 1990
- Bayerischer Pokalsieger 1988, 1989, 1990